# Vandellia beccarii
Vandellia beccarii är en fiskart som beskrevs av Di Caporiacco, 1935. Vandellia beccarii ingår i släktet Vandellia och familjen Trichomycteridae. Inga underarter finns listade i Catalogue of Life.